# Movimiento Concertación
El Movimiento Concertación (MC) fue un movimiento político ecuatoriano fundado en el 2007 por César Montúfar como plataforma política personal. Su nombre original fue Concertación Nacional Democrática, denominación que conservó hasta perder su registro en el 2012. En el 2014 regresó al registro electoral con el nombre de Movimiento Concertación, llamándose así hasta su disolución en 2021. El partido se ubicaba a la derecha del espectro político, siendo caracterizado por participar con candidatos de diversas ideologías políticas, mediante múltiples alianzas electorales locales, para evitar perder su registro ante la autoridad electoral.

## Historia
En 2007 César Montúfar, fundó el Movimiento Concertación Nacional Democrática, tras el declive de los partidos tradicionales de derecha, como la Unión Demócrata Cristiana y el Partido Social Cristiano; junto con otros personajes políticos que se hallaban sin partido, como Benjamín Rosales, José Pileggi y Mae Montaño. Se le asignó la lista 51 y debutó en las elecciones a la Asamblea Constituyente de 2007, en las que Montúfar encabezó la lista de asambleístas nacionales, obteniendo el 0,70% de votos, sin obtener ningún escaño.
Para las elecciones legislativas de 2009, fue Montaño quien encabezó la lista de asambleístas nacionales, mientras César Montúfar encabezó la lista provincial de Pichincha. En aquellos comicios, el movimiento obtuvo apenas un escaño (el de Montúfar). Tras la promulgación de la Constitución de 2008, se dispuso que para antes de las elecciones de 2013 todos los partidos debían reinscribirse de acuerdo a la nueva ley, el Movimiento Concertación Nacional Democrática empezó con la recolección de firmas para su reinscripción, no obstante, se vio implicado en el escándalo de las firmas falsas, en el que ciertas organizaciones políticas habían presentado firmas fraudulentas para lograr la cantidad mínima requerida; es así que el movimiento no logró conservar su registro electoral y fue eliminado del mismo en 2012.
A pesar de perder el registro electoral, el movimiento se mantuvo activo, aunque perdió varias de sus principales figuras, como Mae Montaño y Juan Carlos Solines, quienes pasaron al recién fundado Movimiento CREO, de Guillermo Lasso. Inclusive Solines aceptó ser el binomio de Lasso en su candidatura presidencial, lo que provocó un cruce de versiones entre Solines y Montúfar, sobre si habían existido o no conversaciones previas para una coalición electoral de Concertación con CREO. Tras este impasse, Montúfar y su movimiento apoyarían a la candidatura de Mauricio Rodas.
El 29 de mayo de 2014 el Pleno del Consejo Nacional Electoral, recalificó a Concertación, otorgándole nuevamente la lista 51. En agosto del 2016, el movimiento se unió a la coalición La Unidad liderada por el alcalde de Guayaquil Jaime Nebot, aceptando a la candidata presidencial de la coalición Cynthia Viteri. Al ser disuelta la Unidad, el movimiento ratificó su apoyo a Viteri en las elecciones de 2017, mientras en las elecciones legislativas de 2017, participaron en solitario, con César Montúfar encabezando nuevamente la lista de asambleístas nacionales, obteniendo apenas 82.309 votos (el 1,01%), por lo que el movimiento nuevamente no obtuvo ninguna curul.

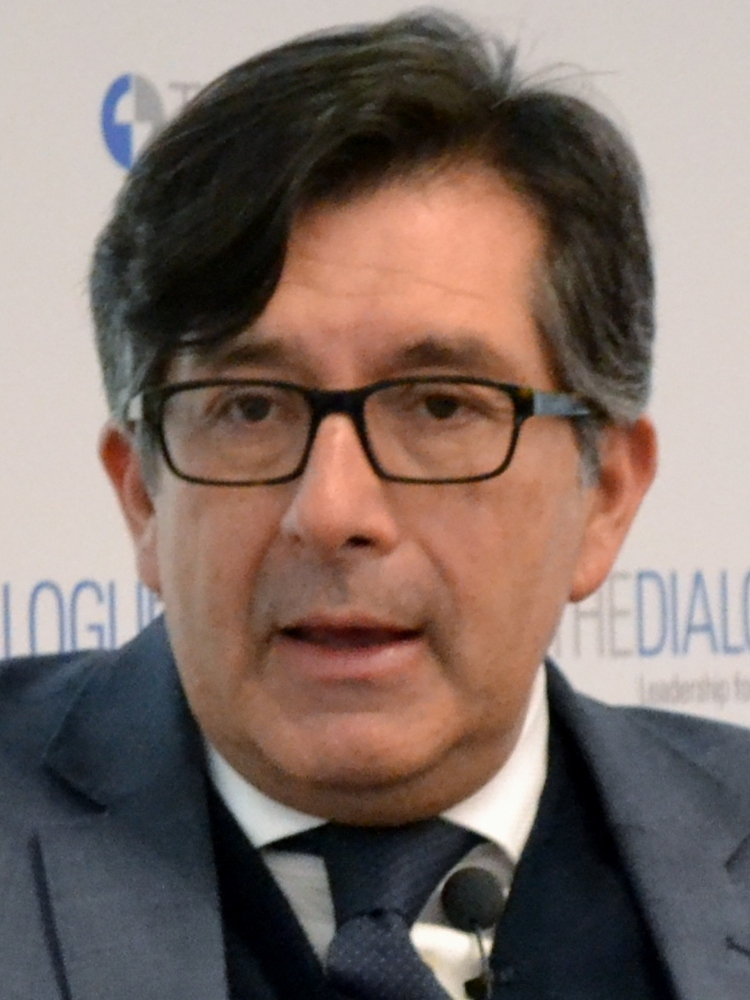
César Montúfar, fundador y líder del Movimiento Concertación.

Tras esta derrota, Montufar decidió postularse para la alcaldía Metropolitana de Quito, en las elecciones de 2019. En esta ocasión quedó en cuarto lugar, con el 16,93% de votos. Su movimiento tampoco obtuvo buenos resultados, ya que lograron apenas dos alcaldías y no tuvieron representación alguna en las prefecturas. Debido a la falta de resultados, Montúfar buscó forjar alianzas electorales para las elecciones de 2021; es así que se consolidó una pequeña coalición, denominada Alianza Honestidad, en conjunto con el Partido Socialista Ecuatoriano. Dicha alianza lanzaría la candidatura presidencial de César Montúfar, teniendo como binomio a Julio Villacreses, del PSE. En esta ocasión, Montúfar obtuvo apenas 57.620 votos, quedándose en el duodécimo lugar, con el 0,62%. En el balotaje, César Montúfar anunció el apoyo de su movimiento a la candidatura de Lasso, mientras en las elecciones legislativas, la Alianza Honestidad logró dos curules, lo que no le alcanzó al Movimiento Concertación para evitar su disolución final el 27 de noviembre de 2021.

## Resultados Electorales

### Elecciones Presidenciales

#### Movimiento Concertación Nacional Democrática (2007-2012)
| 2009 | No presentó candidato | No presentó candidato | No presentó candidato | No presentó candidato | No presentó candidato | No presentó candidato | No presentó candidato | No presentó candidato |
| 2013 | No presentó candidato | No presentó candidato | No presentó candidato | No presentó candidato | No presentó candidato | No presentó candidato | No presentó candidato | No presentó candidato |

#### Movimiento Concertación (2014-2021)
| 2017 | No presentó candidato | No presentó candidato | No presentó candidato | No presentó candidato | No presentó candidato | No presentó candidato       | No presentó candidato | No presentó candidato |
| 2021 | César Montúfar        | Julio Villacreses     | 57.911                | 0,62%                 | 12° lugar             | Parte de Alianza Honestidad |                       |                       |

### Elecciones Legislativas

#### Movimiento Concertación Nacional Democrática (2007-2012)
|  | 0.70 % |

|  | 2.10 % |

#### Movimiento Concertación (2014-2021)
| Año  | Cabeza de lista        | Votos     | Escaños | Resultados                  |
| ---- | ---------------------- | --------- | ------- | --------------------------- |
| 2017 | César Montúfar         | 1,035,089 | 0/137   | \| \| 1.00 % \|             |
| 2021 | Fernando Villavicencio |           | 2/137   | Parte de Alianza Honestidad |
|      | 1.00 %                 |           |         |                             |

### Elecciones Seccionales

#### Movimiento Concertación Nacional Democrática (2007-2012)
|  | 0.00 % |

|  | 0.00 % |

#### Movimiento Concertación (2014-2021)
|  | 0.00 % |

|  | 0.90 % |